# غزایا
غزایا یک منطقهٔ مسکونی در لیبی است که در استان نالوت واقع شده‌است. غزایا ۵۹۲ متر بالاتر از سطح دریا واقع شده‌است.